# Rae (obec)
Obec Rae (estonsky Rae vald) je samosprávná obec náležející do estonského kraje Harjumaa, nacházející se v blízkosti Tallinnu.

## Obyvatelstvo
V obci Rae žije přes dvacet tisíc obyvatel ve pěti městečkách (Jüri, Vaida, Assaku, Peetri a Lagedi) a 27 vesnicích (Aaviku, Aruvalla, Järveküla, Kadaka, Karla, Kautjala, Kopli, Kurna, Lehmja, Limu, Pajupea, Patika, Pildiküla, Rae, Salu, Seli, Soodevahe, Suuresta, Suursoo, Tuulevälja, Urvaste, Uuesalu, Vaidasoo, Vaskjala, Veneküla, Veskitaguse a Ülejõe). 